# Arnold van Rossem
Arnold van Rossem (Deventer, 14 september 1887 – Delft, 20 maart 1982) was een Nederlands ingenieur en bijzonder hoogleraar rubbertechnologie aan de Technische Universiteit Delft.

## Biografie
Van Rossem werd geboren als zoon van ds. Gerard van Rossem (1844-1919), van het geslacht Van Rossem, en Arnolda Jacoba Holleman (1847-1892). Hij was de jongste van zeven kinderen en had een gelijknamig broertje, dat in 1878 slechts enkele maanden had geleefd.
Van Rossem doorliep de HBS in Gouda en studeerde daarna scheikunde aan de Technische Hogeschool te Delft. Na zijn afstuderen in januari 1912 begon hij een promotieonderzoek en promoveerde in 1916 op Bijdrage tot de kennis van het vulcanisatieproces.
Na zijn promotie werd Van Rossem benoemd tot directeur van het zes jaar eerder opgerichte Rijksrubberinstituut aan de TU Delft. Op 21 mei 1935 sprak hij een herdenkingsrede uit ter gelegenheid van het 25-jarig bestaan van dat instituut, later omgedoopt tot Rubberinstituut TNO waarvan hij ook de directeur was. 
In 1939 werd hij benoemd tot bijzonder hoogleraar rubbertechnologie welk ambt hij op 26 juni 1940 aanvaardde. In 1954 legde prof. dr. ir. A. van Rossem het directoraat van het Rubberinstituut TNO neer en ging met emeritaat.

### Familie
Van Rossem trouwde in 1918 met de Britse Beatrice Isabel Lusted (1888-1979), met wie hij vijf kinderen kreeg, onder wie entomoloog en kunstschilder Gerard van Rossem (1919-1990) waardoor zij de grootouders zijn van de historicus Maarten van Rossem.

### Brieven van Arnold van Rossem
- Maarten van Rossem: Allemaal de schuld van Montgomery. De familie Van Rossem in de laatste oorlogsmaanden (2020)

- Gemeinsame Normdatei: 1222203863
- International Standard Name Identifier: 0000 0003 9018 1644
- Nederlandse Thesaurus van Auteursnamen: 074832522
- Système universitaire de documentation: 250198169
- Virtual International Authority File: 283757129